# 洛社大桥
31°39′07″N 120°11′08″E / 31.65203°N 120.18563°E
洛社大桥，是位于中华人民共和国江苏省无锡市惠山区洛社镇的一架跨京杭大运河大桥。

## 沿革
唐朝高宗麟德年间，当地修建石拱桥。元明清后荒废。清朝咸丰十年（1860年），石桥被毁于太平天国兵乱，之后当地补建木桥。光绪十二年（1886年），李金镛捐资重建石桥，即洛社大桥。1972年，洛社大桥改建，原桥拆毁，新桥为钢筋水泥的双曲拱桥。2008年启动苏南运河四级航道改为三级航道，建造新洛社大桥，2012年完工通车。